# باري موس
باري موس (بالإنجليزية: Barry Moss)‏ هو مدير التصوير ‏ أمريكي، ولد في 25 أبريل 1940 في لوس أنجلوس في الولايات المتحدة، وتوفي في 17 يونيو 2014 في مانهاتن في الولايات المتحدة.

## وصلات خارجية
- باري موس على موقع IMDb (الإنجليزية)
- باري موس على موقع قاعدة بيانات برودواي على الإنترنت (الإنجليزية)
- باري موس على موقع قاعدة بيانات برودواي على الإنترنت (الإنجليزية)
- باري موس على موقع قاعدة بيانات الفيلم (الإنجليزية)